# ポンペイアーナ
ポンペイアーナ(伊: Pompeiana)は、イタリア共和国リグーリア州インペリア県にある、人口約800人の基礎自治体（コムーネ）。

## 地理

### 位置・広がり

#### 隣接コムーネ
隣接するコムーネは以下の通り。
- カステッラーロ
- チプレッサ
- ピエトラブルーナ
- リーヴァ・リーグレ
- サント・ステーファノ・アル・マーレ
- テルツォーリオ

### 地震分類
イタリアの地震リスク階級 (it) では、2 に分類される
。